# 垂野創一郎
垂野 創一郎（たるの そういちろう、1958年 - ）は、日本の翻訳家、幻想文学研究家。

## 人物
香川県生まれ。東京大学理学部卒。生命保険会社に入社して保険料の計算の仕事につく。
自らの同人レーベル「エディション・プヒプヒ（Editions puhipuhi）」にてグスタフ・マイリンク『マイリンク疑似科学小説集』、パウル・シェーアバルト『セルバンテス』、Ｈ・Ｗ・ツアーン『ヴァルミュラーの館』、モーリス・サンド『迷路』、ルートヴィヒ・ティーク『青い彼方への旅』、ヴィリ・ザイデル『世界最古のもの』、フリードリッヒ・フレクサ『伯林白昼夢』、エーゴン・フリーデル『タイムマシンの旅』、レオ・ペルッツ『アンチクリストの誕生』等、ドイツ、オーストリア圏を中心とする幻想文学の翻訳紹介を続けている。他に、スタニスワフ・レムの作品集『発狂した仕立屋　その他の抜粋』も、ドイツ語訳からの翻訳で刊行した。
1990年代後半、翻訳して自主制作したボルヘス『推理小説書評集』をコミケットで販売する。2005年の第4回から文学フリマに参加する。
2006年には、「「幻影城の時代」の会」の編集により『幻影城の時代』がエディション・プヒプヒから刊行された。2008年に本多正一編で『幻影城の時代 完全版』として講談社BOXから刊行された。
近年は商業出版での刊行にも積極的に進出している。

## 翻訳
- 『最後の審判の巨匠』（レオ・ペルッツ、晶文社ミステリ） 2005.3
- 『ナツメグの味』（ジョン・コリア、小池滋,吉村満美子,和爾桃子と共訳、河出書房新社、KAWADE MYSTERY） 2007.11
- 『夜毎に石の橋の下で』（レオ・ペルッツ、国書刊行会） 2012.7
- 『探偵ダゴベルトの功績と冒険』（バルドゥイン・グロラー（ドイツ語版）、創元推理文庫） 2013.4
- 『ボリバル侯爵』（レオ・ペルッツ、国書刊行会） 2013.11
- 『両シチリア連隊』（アレクサンダー・レルネット＝ホレーニア（ドイツ語版）、東京創元社） 2014.9
- 『スウェーデンの騎士』（レオ・ペルッツ、国書刊行会） 2015
- 『聖ペテロの雪』（レオ・ペルッツ、国書刊行会） 2015
- 『世界最古のもの』（ヴィリ・ザイデル、沖積舎） 2015
- 『セルバンテス』（パウル・シェーアバルト、沖積舎） 2015
- 『アンチクリストの誕生』（レオ・ペルッツ、ちくま文庫） 2017
- 『ワルプルギスの夜 マイリンク幻想小説集』（グスタフ・マイリンク、国書刊行会） 2017
- 『どこに転がっていくの、林檎ちゃん』（レオ・ペルッツ、ちくま文庫） 2018
- 『怪奇骨董翻訳箱 ドイツ・オーストリア幻想短篇集』（国書刊行会） 2019
- 『イヴのことを少し：マニュエル伝』（ジェイムズ・ブランチ・キャンベル、国書刊行会） 2019
- 『記憶の図書館 - ボルヘス対話集成』（ホルヘ・ルイス・ボルヘス / オスバルド・フェラーリ、国書刊行会） 2021.9
- 『テュルリュパン ある運命の話』（レオ・ペルッツ、ちくま文庫） 2022.4
- 『男爵と魚』（ペーター・マーギンター、国書刊行会） 2025.3